# Concerto grosso per a orquestra de cambra (Martinů)
El Concerto grosso per a orquestra de cambra, H. 263, fou compost per Bohuslav Martinů entre l'octubre i el 3 de novembre de 1937 a París, dedicat a Charles Münch. No es va estrenar fins al 14 de novembre de 1941 a Boston, amb l'Orquestra Simfònica de Boston sota la direcció de Serge Koussevitzky. Té una durada d'uns 16 minuts.

## Moviments
1. Allegro ma non troppo
2. Adagio
3. Allegretto

## Recepció
Després de la guerra, la primera interpretació europea es va celebrar a Basilea el 7 de novembre de 1947, amb l’Orquestra de Cambra de Basilea dirigida per Paul Sacher. Posteriorment, l'obra va ser publicada per Universal Edition a Viena el 1948. No obstant això, l’estrena txeca del Concerto grosso no va tenir lloc fins al 14 de maig de 1959, quan va ser interpretat per l'Orquestra de la Ràdio de Praga sota la batuta de Jean Meylan. Aquesta obra pràcticament no es programa avui dia.